# Anthony Gardiner

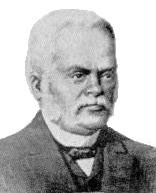
Anthony William Gardiner

Anthony William Gardiner, född 3 februari 1820 i Southampton County i Virginia, död 12 februari 1885, var en liberiansk politiker som var Liberias president 7 januari 1878-20 januari 1883. Han föddes i Virginia i USA och flyttade som barn med sin familj till Liberia. Han utbildade sig sedan till jurist och blev landets första attorney general. Han var vicepresident under Joseph Jenkins Roberts andra presidentperiod. Han tvingades avbryta sin mandatperiod i förtid 1883 efter missnöje från ett antal senatorer av hur Gardiner hade skött en gränskonflikt med Storbritannien. Han efterträddes av sin vicepresident Alfred Russell som verkade som president under den tid som återstod av Gardiners mandatperiod.
Anthony Gardiner var en av grundarna av partiet True Whig Party och blev den första presidenten som tillhörde partiet, som oavbrutet kom att dominera Liberias politik i över 100 år framåt.